# Fritz Cortolezis

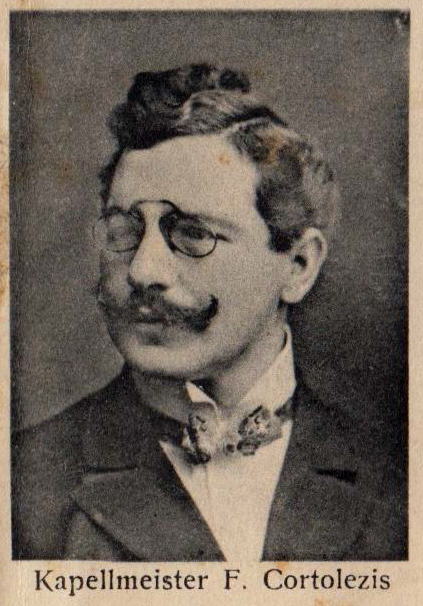
Fritz Cortolezis, um 1906

Fritz Cortolezis (* 21. Februar 1878 in Passau; † 13. März 1934 in Bad Aibling) war ein deutscher Dirigent, Operndirektor und -komponist.

## Leben
Fritz Cortolezis kam 1899 nach München und studierte an der Akademie der Tonkunst bis 1902 bei Ludwig Thuille Komposition und bei Hans Bußmeyer Klavier. 1903 ging er als Solorepetitor nach Schwerin, 1904 als Chordirigent an das Berliner Nationaltheater und war 1905 als Dirigent unter anderem in Regensburg und Nürnberg tätig. 1907 bis 1912 wurde er auf Betreiben von Felix Mottl Hofkapellmeister des Münchner Hoforchesters und übernahm die Leitung des Lehrergesangverein und des Akademischen Gesangsvereins. Von 1913 bis 1925 wirkte er als Hofkapellmeister an der Großherzoglich Badischen Hofkapelle Karlsruhe sowie kurzzeitig als Generalmusik-Direktor des Bachchors Karlsruhe, danach bis 1929 ebenfalls als Generalmusik-Direktor in Breslau und später in Baden-Baden. Er war ein enger Freund des Komponisten Richard Strauss. Seine Schüler waren u. a. Carl Orff und Vilma von Webenau.
Seine Tochter Eva (1916–1999) war die Ehefrau des langjährigen rheinland-pfälzischen Arbeitgeber-Präsidenten Hans C. W. Hartmuth.

## Werke (Auswahl)
- Zahlreiche Einlagen zu Heinrich Marschners Oper Der Templer und die Jüdin 1907
- Das verfemte Lachen, Komische Oper in 3 Aufzügen, 1925
- Der verlorene Gulden, Spieloper in 3 Akten, 1928